# Corinne Jacker
Corinne Jacker (* 29. Juni 1933 in Chicago, Illinois als Corinne Muriel Litvin; † 11. Januar 2013 in New York City) war eine US-amerikanische Dramatikerin und Drehbuchautorin.

## Leben
Corinne Jacker wurde als Corinne Muriel Litvin, Tochter von Thomas and Theresa Bellak Litvin geboren. Sie studierte Theater an der Northwestern University, wo sie ihren Bachelor und Master erhielt. Später heiratete sie Richard Jacker, dessen Familienname sie nach der Scheidung behielt. Im Alter von 25 Jahren zog sie nach New York City, wo sie sich als Autorin etablieren wollte. Obwohl sie mehrere Bücher schrieb, scheiterte sie. Erst im Alter von 40 Jahren wurde ihr Stück Bits & Pieces am Off-Broadway erfolgreich aufgeführt. Dieses und auch mit dem  im folgenden Jahr aufgeführten Harry Outside erhielt sie jeweils einen Obie Award.
Am 11. Januar 2013 verstarb Jacker in ihrer Wohnung in Manhattan an den Folgen mehrerer Schlaganfälle im Alter von 79 Jahren.

## Werke (Auswahl)
- 1964: Man, Memory, and Machines
- 1974: Bits & Pieces
- 1975: Harry Outside
- 1977: Night Thoughts and Terminal
- 1981: Domestic Issues